# Juego del molino
El juego del molino o molino es un juego de estrategia abstracto de mesa para dos jugadores originado en el Imperio romano. El juego es mencionado como alquerque de nueve en el Libro de los juegos y también es conocido como nueve hombres de Morris o Morris. En inglés es conocido como Nine Men's Morris, Mill, Mills, Merels, Merelles y Merrills; en francés es conocido como jeu du moulin; y en piamontés es conocido como grisha.

## Reglas de juego
Cada jugador dispone de nueve piezas, u "hombres", que se mueven en el tablero entre veinticuatro intersecciones. El objetivo del juego es dejar al oponente con menos de tres piezas o sin movimiento posible.

### Colocación las piezas

El tablero al principio del juego, antes de que ninguna pieza sea colocada.

El juego comienza con un tablero vacío. Los jugadores se turnan para colocar sus piezas en las intersecciones vacías. Si un jugador es capaz de formar una fila de tres piezas a lo largo de una de las líneas del tablero, tiene un "molino" y puede eliminar una de las piezas de su oponente en el tablero; las piezas retiradas no se pueden volver a poner en juego. Los jugadores deben retirar cualquier otra pieza antes de retirar una pieza que forme parte de un molino. Una vez que las 18 piezas se han colocado, los jugadores se turnan moviendo.

### Movimiento de las piezas
Para mover, el jugador desliza una de sus piezas a lo largo de una línea en el tablero a una intersección vacía adyacente. Si no puede hacerlo, ha perdido el juego.
Al igual que en la etapa de colocación, un jugador que coloca tres de sus piezas en línea en el tablero tiene un molino y puede eliminar una de las piezas de su oponente, evitando las piezas que formen parte de un molino, si es posible.
Cualquier jugador al que sólo le queden dos piezas no podrá eliminar más piezas del oponente y, por tanto, perderá la partida.

### Vuelo
En una variante común, una vez que un jugador es reducido a tres piezas, sus piezas pueden "volar", "brincar" o "saltar" a cualquier intersección vacía, no solo a las adyacentes. Algunas fuentes de las reglas dicen que esta es la forma en que se juega el juego, otras la tratan como una variante, y algunas no la mencionan en absoluto. Un "Manual de Juegos del Siglo XIX" llama a esta la "forma verdaderamente rústica de jugarlo".

## Estrategia
Al comienzo del juego, es muy importante colocar piezas en los lugares más versátiles para intentar formar inmediatamente molinos y no cometer el error de concentrar las piezas propias en un área del tablero.
Una posición ideal, que generalmente resulta en una victoria, es ser capaz de colocar una sola pieza para formar dos molinos, suprimiendo una pieza por turno. Por ejemplo, en el diagrama anterior, el blanco puede ganar el juego, aunque el negro mueva primero.
El número estimado de posiciones legales posibles en el juego es de 1010, mientras que el número de juegos posibles es de aproximadamente 1050. En octubre de 1993, Ralph Gasser resolvió el juego, demostrando que termina en un empate con un juego perfecto. Gasser también desarrolló un jugador con inteligencia artificial llamado Bushy, que es considerado como el jugador más poderoso del mundo.

## Variantes

### Con tres piezas
|  |  | El juego del molino con tres piezas es jugado en un tablero de tres por tres con solo tres piezas por jugador. El vuelo es permitido.         |
|  |  | Las líneas diagonales son a veces añadidas al tablero, un reminiscente del tres en línea. Este diseño es usado en la variante africana, Achi. |

### Con seis piezas
|  |  | El juego del molino con seis piezas da a cada jugador seis piezas y se juega sin el cuadrado interior del tablero del juego normal. El vuelo no está permitido. Fue popular en España, Italia, Francia e Inglaterra durante la Edad Media, pero se volvió obsoleto en el 1600. Este tablero se usa también para la variante con cinco piezas. La variante con siete utiliza este tablero con una cruz en el centro. |

### Con doce piezas
|  |  | El juego del molino con doce piezas añade cuatro líneas diagonales y le da a cada jugador doce piezas. Esto significa que el tablero puede ser llenado en la etapa de colocación. Si esto ocurre, el juego termina en empate. Esta variante del juego es muy popular entre la juventud rural en Sudáfrica, donde es conocido como Morabaraba y ahora es reconocido como un deporte en ese país. El mismo tablero también se utiliza para la variante con once piezas. |

## Historia

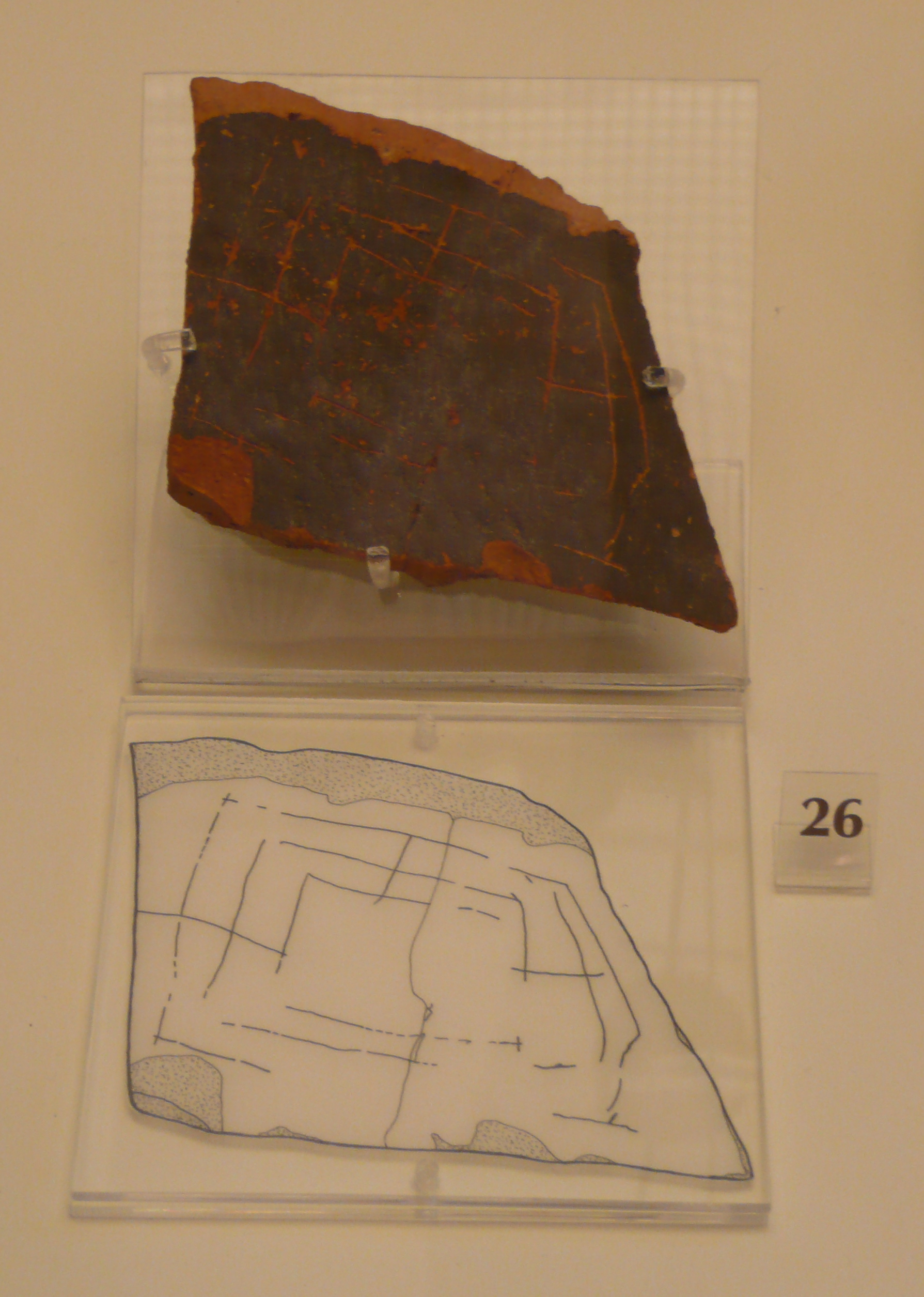
Fragmento de azulejo de arcilla el museo arqueológico en Micenas que muestra lo que parece ser un tablero del Juego del Molino.

Según R. C. Bell, el tablero de juego antes conocido incluía líneas diagonales y fue "cortado en la cubierta de las losas en el templo Kurna en Egipto" c. 1400 a. C. Sin embargo, Friedrich Berger dice que algunos de los diagramas en Kurna incluyen cruzas coptas, por lo que los diagramas de la fecha de 1400 a. C. son "dudosos" y Berger concluye, "ciertamente no pueden ser fechados".

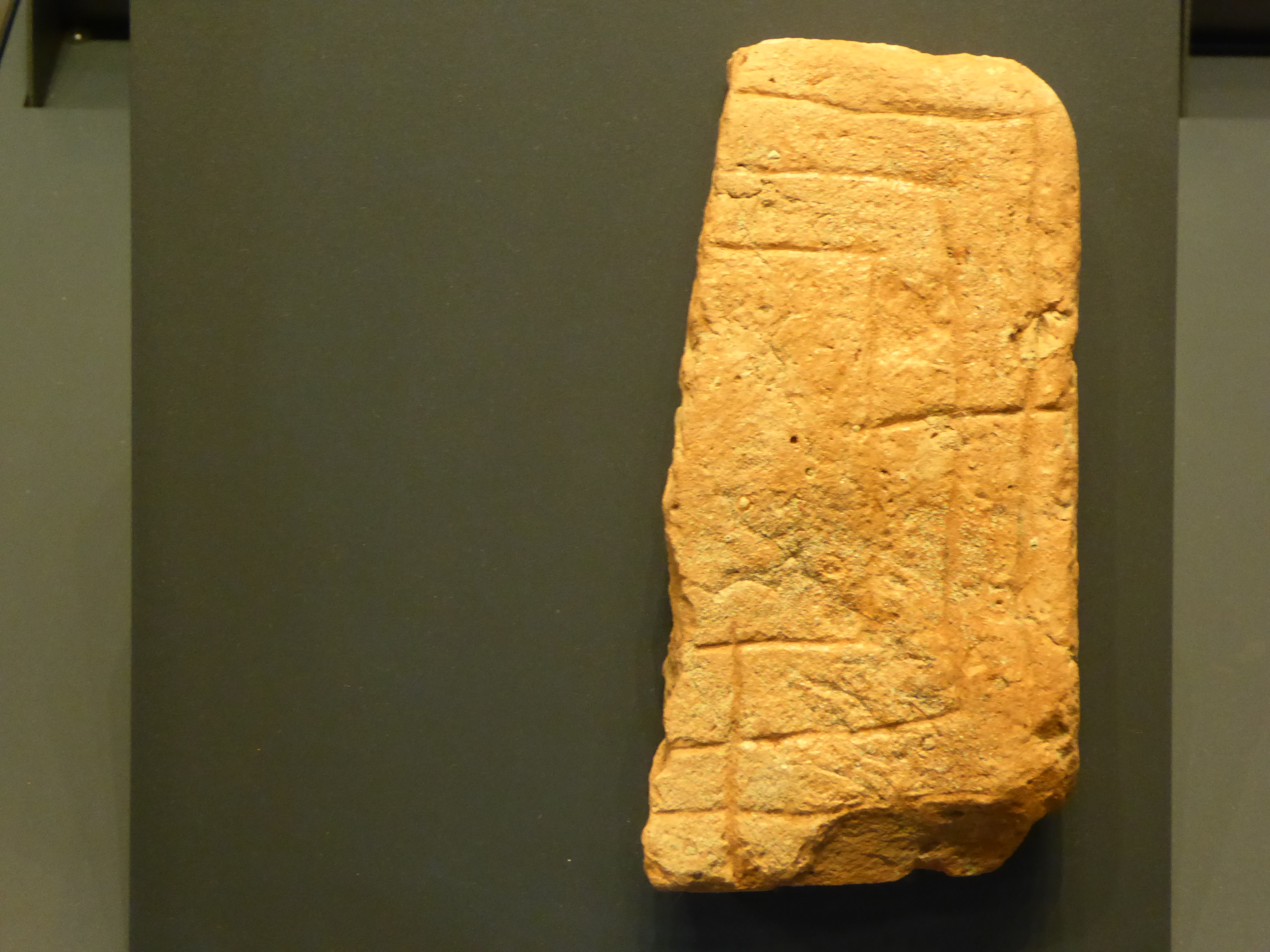
Tablero de juego de ladrillo cerámico de los talleres de Zaragoza del. Se trata de un tablero del juego del molino, alquerque de nueve o quirkat.

Una de las más antiguas menciones del juego se pueden encontrar en el Ars Amatoria de Ovidio. En el libro III (c. 8 CE), después de discutir sobre el Latrones, un juego de tablero popular, Ovidio escribe:
Hay otro juego dividido en tantas partes como meses en el año. La tabla tiene tres piezas de cada lado, el ganador deberá colocar todas las piezas en una línea recta. Es algo malo para una mujer no saber cómo jugar, porque el amor a menudo aparece durante el juego.
Berger cree que el juego era "probablemente bien conocido por los romanos", ya que hay muchos tableros en edificios romanos, a pesar de que datarlos es imposible porque los edificios "han sido fácilmente accesibles", desde que fueron construidos. Es posible que los romanos se introdujeran en el juego a través de las rutas comerciales, pero esta hipótesis no puede ser probada.

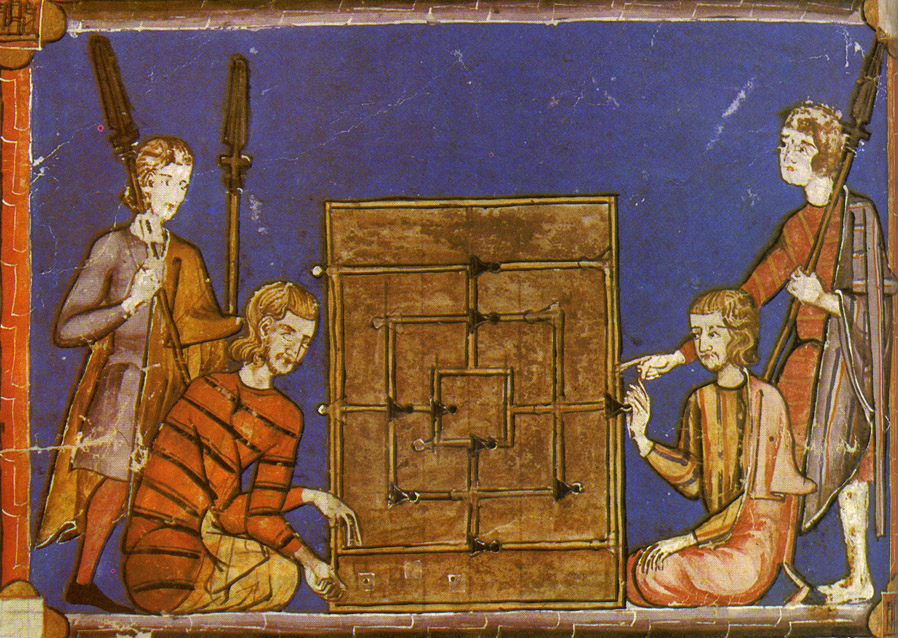
Una ilustración del en el Libro de los juegos del juego jugado con dados.

El juego llegó a su punto máximo de popularidad en la Inglaterra medieval. Se han encontrado tableros de este juego grabados en los claustros en las catedrales inglesas de Canterbury, Gloucester, Norwich, Salisbury, Catedral de Chester, Chester y la Abadía de Westminster. En España se han encontrado varios tableros en las Catedrales de Leon y Orense entre otros lugares. Estos tableros usan agujeros, no líneas, para representar a los nueve espacios en el tablero -de ahí el nombre de "nueve hoyos"- y, formando una diagonal, no se gana el juego.
En la obra de Shakespeare del siglo XVI El sueño de una noche de verano, Titania lamenta que ya no sea jugado: "The nine men's morris is filled up with mud" ("El juego del molino está lleno de barro") (A Midsummer Night's Dream, Acto II, Escena I).
Algunos autores dicen que el origen del juego es incierto. Se ha especulado que su nombre puede estar relacionado con las danzas Morris, y por lo tanto a los moros, pero según Daniel King, la palabra "morris" "no tiene nada que ver con la antigua danza inglesa del mismo nombre. Proviene de la palabra latina merellus, lo que significa una cuenta o una pieza del juego". King también toma nota de que el juego fue popular entre los soldados romanos.
En algunos países europeos, el diseño del tablero adquirió especial importancia como símbolo de protección contra el mal, y "para los antiguos celtas, el tablero es sagrado: en el centro colocan el Molino sagrado o Caldero, un símbolo de regeneración, y emanan de él, las cuatro direcciones cardinales, los cuatro elementos y los cuatro vientos".

## Juegos relacionados
- El achi, de Ghana, es jugado en un tablero similar al de la variante con tres piezas, con diagonales. Cada jugador tiene 4 piezas, y solo se puede mover a los lugares adyacentes.[12]
- Kensington es un juego similar donde los jugadores se turnan colocando las piezas e intentando colocarlas de maneras distintas.
- Luk tsut k'i  ("Juego de los seis hombres") en Canton y Tapatan en las Filipinas es equivalente a la variante con tres piezas, jugado en un tablero con diagonales.[15]
- Morabaraba, equivalente a la variante con doce piezas. Sin embargo, en vez de hombres, a las cuentas se les llama "vacas". Todavía es jugado en las competiciones internacionales administradas por la Federación Internacional de Juegos de guerra.
- Shax se juega en un tablero del juego del molino, pero con algunas diferencias y con doce piezas por jugador en lugar de nueve.
- El juego del cuadrado es jugado en un tablero de 7x7. Los jugadores mueven las piezas un punto a la vez a lo largo de la red, tratando de formar cuadrados de cuatro por cuatro y eliminar de una de las piezas del oponente después de formar un cuadrado. Se juega en el noroeste de China y Xinjiang.
- Tres en raya usa un tablero de 3x3, en el que los jugadores colocan sus piezas (o hacen marcas) por turno hasta que un jugador forme una línea ortogonal o diagonal o hasta que el tablero esté lleno, y el juego termina en empate.